# NGC 1296
NGC 1296 é uma galáxia espiral (Sab) localizada na direcção da constelação de Eridanus. Possui uma declinação de -13° 03' 44" e uma ascensão recta de 3 horas, 18 minutos e 49,7 segundos.
A galáxia NGC 1296 foi descoberta em 1886 por Frank Leavenworth.